# Centre Mèdic Sourasky
El Centre Mèdic Sourasky de Tel-Aviv (en hebreu: המרכז הרפואי ת"א ע"ש סוראסקי) (també és conegut com a Hospital Ichilov) (en rus: Клиника Ихилов) és el principal hospital de Tel-Aviv, Israel i la seva àrea metropolitana i el tercer centre hospitalari més gran del país.
El complex està distribuït en una àrea de 150.000 m², i incorpora tres hospitals: l'hospital general Ichilov, el centre de rehabilitació Ida Sourasky, l'hospital femení i maternitat Lis, i l'hospital infantil Dana-Dwek.
El director del Centre Mèdic Sourasky de Tel-Aviv fins a setembre de 2016 va ser el professor Gabriel Barabash. El Prof. Barabash va ser reemplaçat pel Prof. Roni Gamzo. L'Hospital Ichilov va ser fundat en 1963 com una instal·lació, tenia un edifici dissenyat per l'arquitecte Arieh Sharon.
El centre va canviar el seu nom i es va anomenar Centre Mèdic Sourasky de Tel-Aviv. El complex ara té tres hospitals en una àrea de 150.000 metres quadrats: l'Hospital General Ichilov i el Centre de Rehabilitació Ida Sourasky, l'Hospital de Maternitat Lis i l'Hospital Pediàtric Dana.
Les instal·lacions també serveixen com a centre d'instrucció i recerca. El centre està afiliat amb l'Escola de Medicina Sackler de la Universitat de Tel-Aviv i amb l'Escola d'Infermeria Sheinborn. L'edifici principal de l'Hospital Ichilov es va construir amb les donacions de Ted Arison i Shari Arison.
En 2011, es va inaugurar una instal·lació d'emergència a prova de bombes amb 700 llits. L'edifici té 13 plantes en la superfície i 4 plantes subterrànies. La instal·lació ofereix protecció contra atacs convencionals, químics i biològics.
La construcció de l'edifici va començar en 2008. El cost de l'edifici va ser de 110 milions de dòlars, el complex va rebre una donació de 45 milions de dòlars del multimilionari israelià Sammy Ofer. L'arquitecte va ser Arad Sharon, el nét de Arieh Sharon, l'arquitecte que va dissenyar les instal·lacions originals.